# Eduard Huber (Politiker)
Eduard Huber (* 20. Mai 1818 in Murten; † 9. Februar 1893 ebenda, reformiert, heimatberechtigt in Murten) war ein Schweizer Politiker (Radikale Partei).

## Biografie
Eduard Huber kam am 20. Mai 1818 in Murten als Sohn des Arztes Johann-Samuel Huber und der Margareta geborene Mottet zur Welt. Nach dem Besuch von Mittelschulen in Murten und Neuenburg absolvierte Huber, Mitglied der Zofingia von 1837 bis 1839, das Studium der Medizin in Bern, Zürich, Heidelberg und Würzburg, wo er sein Doktorat ablegte. In Heidelberg schloss er sich 1839 dem Corps Helvetia an.
In der Folge war er als Assistenzarzt in Paris tätig. Ab 1844 leitete Huber eine Arztpraxis in Murten. 1845 heiratete er Emilie, die Tochter des Pfarrers Peter Gottlieb Schmid. Huber diente in der Schweizer Armee in der Position eines Sanitätsmajors. Eduard Huber verstarb am 9. Februar 1893 im Alter von 74 Jahren in Murten.

## Politisches Wirken
Als Teilnehmer am Aufstand der Radikalen vom 6. Januar 1847 gegen die Freiburger Regierung verbrachte Huber einen Monat im Gefängnis. Nach der Einsetzung der radikalen Regierung amtierte er von 1848 bis 1861 beziehungsweise von 1879 bis 1893 als Stadtpräsident von Murten. Daneben sass er von 1855 bis 1856 im Freiburger Grossrat sowie von 1881 bis 1884 im Nationalrat. Dazu gehörte Huber dem Synodalrat an. Ferner präsidierte er der Schulkommission von Murten.
Eduard Huber engagierte sich aktiv in der Eisenbahnpolitik der radikalen Regierung und nahm ab 1866 als Mitglied des Murtener Komitees am Kampf für die Streckenführung längs der Broye teil. Als dieser Kampf in den Jahren 1870 bis 1872 in den Versuch der Murtener mündete, sich selbstständig zu machen, wurde Eduard Huber einer der Anführer dieser Bewegung.

## Weblink
- Christophe Aeby: Huber, Eduard. In: Historisches Lexikon der Schweiz.